# Journalisme d'enquête
Le journalisme d'enquête, ou journalisme d'investigation, est un genre journalistique qui se caractérise par des recherches approfondies sur un sujet délicat et d'intérêt général, en consultant et recoupant plusieurs sources pour révéler des faits, en résistant à la tentation de la course à l'exclusivité, ce qui implique une indépendance vis-à-vis des pouvoirs politiques ou économiques, le respect de la déontologie du journalisme et la protection des sources d'information.

## Histoire
En France, la jurisprudence de la loi de 1881 a d'abord permis de protéger le journalisme d'enquête, mais, au XXIe siècle, ce cadre juridique est devenu un moyen d'intimidation, selon Reporters sans frontières en 2021 dans Le Système B.
Les pays anglophones ont pris une longueur d'avance via les journaux populaires d'information d'Edward Willis Scripps, fondateur de l'empire de presse Scripps-Howard, et l'agence de presse coopérative Associated Press. En Allemagne, le journalisme d'enquête a été porté par l'hebdomadaire Der Spiegel.
Le journalisme d’enquête a émergé très lentement en France[source insuffisante], cherchant sa place face à l' hégémonie du journalisme politique[source insuffisante], grâce aux livres d'Albert Londres, dès les années 1920, de Gilles Perrault et Pierre Péan (années 1970) ou de Jean Montaldo (années 1990)[source insuffisante] mais surtout grâce au Canard Enchaîné, rejoint au XXIe siècle par Bakchich, Mediacités et Mediapart, qui publie dès sa création en 2008 des informations souvent absentes des lettres confidentielles du cercle étroit des dirigeants d'entreprise, comme La Lettre A et Entourages[source insuffisante], devenant un concurrent du Canard Enchaîné.

### Affaire du Watergate aux États-Unis
Le scandale du Watergate, « couronnement du pouvoir journalistique » et « moment fondateur de l’après-guerre » pour le journalisme d'enquête, selon le sociologue Gérard Spitéri, est une affaire d'espionnage politique, révéée par deux journalistes du Washington Post, Bob Woodward et Carl Bernstein, qui aboutit, en 1974, à la démission de Richard Nixon, alors président des États-Unis, du nom de l'immeuble du Watergate, où étaient les locaux du Parti démocrate à Washington. Leur longue enquête et celle du Sénat américain finiront par lever le voile sur des pratiques illégales de grande ampleur au sein même de l'administration présidentielle. Elle est à l'origine du suffixe -gate, entré dans la culture populaire, qui sera par la suite accolé à la dénomination de différentes forme d'affaire d'État ou de scandale d'ampleur.
Cette affaire a redonné un souffle au journalisme d'enquête américain, dont Woodward et Bernstein sont devenus les symboles. Elle a aussi contribué significativement à l'expression du cynisme dans les commentaires et les pratiques politiques, et fut ressenti « comme une voie de salut dans la profession », pas seulement aux États-Unis mais aussi en France à un moment où la diffusion des journaux français baissait. Au même moment, Le Canard enchaîné, alors en position d'une « sorte de monopole sur la révélation d’affaires », s'est fait connaitre par la publication de déclaration d’impôts du premier ministre Jacques Chaban-Delmas, puis sept plus tard par la révélation de l'affaire des diamants de Bokassa.
Le public américain ne s'y intéressera réellement que lors de la retransmission à la télévision des auditions du Sénat sur le Watergate. Bien que le cambriolage semble effectué par d'anciens employés de la Maison-Blanche, l'affaire ne fait, dans un premier temps, que très peu de bruit. En apparence, l'enquête du FBI ne va pas loin. Les journalistes, aidés par un mystérieux informateur surnommé Deep Throat (« gorge profonde »), publient de nombreuses révélations, en particulier sur les liens des cambrioleurs avec la présidence et sur les financements irréguliers de la campagne de Richard Nixon. Ce dernier, réélu en novembre 1972, subit ensuite l'obstination du juge John Sirica et la mise en place d'une commission d'enquête sénatoriale. Une série de révélations d'entrave à l'exercice de la justice et d'abus de pouvoir mènent à des inculpations. Le Congrès en vient à engager la procédure d'impeachment, visant à la destitution du chef de l'État, et Nixon se résout à démissionner.

### XXe siècle
La presse écrite détenait encore le monopole de l'investigation en 2003, selon le sociologue des médias Jean-Marie Charon pour qui l'investigation a fait office de « revanche de la presse écrite d’actualité nationale, face à l’audiovisuel » quand ce dernier a étendu son emprise dans l'information à la fin du XXe siècle et au suivant, radios et télévisions, jouant le rôle d'amplificateurs des affaires révélées par la presse écrite.
Au début du XXIe siècle, Dominique Marchetti, directeur de recherche au CNRS, constate que les spécialistes de « l’investigation » travaillent souvent en solitaire, sans association représentative, « avec des free lance de plus en plus nombreux », notamment dans les agences de production audiovisuelles.
En 2010, la diffusion des documents de WikiLeaks par Julian Assange a offert des données inédites que le journalisme d'enquête a parfois exploitées[source insuffisante].

### Enquête télévisée

#### France
L'investigation télévisé est connue depuis deux émissions du XXIe siècle, 90 minutes, créée sur Canal+ en 1999, puis renommée Spécial Investigation, et Cash Investigation, lancée par France Télévisions en 2012.
Ses débuts sont douloureux[source insuffisante] , avec quelques tentatives dans des Spécial Investigation, supprimée après avoir été censurée par Vincent Bolloré, actionnaire de Canal+, selon ce que Reporters sans frontières a appelé, dans un documentaire de 2021, Le Système B. Jean-Baptiste Rivoire, son rédacteur en chef-adjoint, a réagi en fondant Off-investigation, site d'informations grand public, diffusé sur une chaîne YouTube avec d'autres journalistes d'investigation, et une série d'enquête sur les « affaires » d'Emmanuel Macron, dont la première a été vue 1,2 million de fois, en tête des audiences sur la Web TV Blast, fondée par un autre journaliste d'investigation, Denis Robert.
L'investigation fait son entrée en 1999 à la télévision française, dans l'émission dédiée, 90 minutes, créée par Paul Moreira sur Canal+ (émission ultérieurement renommée Spécial Investigation). Parmi ses premières révélations, l'émission diffuse les témoignages de témoins retrouvés de l'affaire Robert Boulin, qui démentent la version officielle sur la mort du ministre qui affirmait les chocs sur son visage venaient de manipulations du corps par les pompiers,,.
Six ans après la fondation de 90 minutes, le succès est tel que toutes les chaînes hertziennes veulent un magazine d'investigation, réclamé par leurs journalistes, mais ne leur accordent que des diffusions tardives et des moyens très limités, parfois dix personnes dans un bureau de 25 mètres carrés pour France 2. La plupart observent que le marché est trop dominé par 90 minutes, qui « lance toujours cinq ou six enquêtes en parallèlle » et « peut se permettre des enquêtes au long cours ». Ces émissions veulent « faire le tour du sujet, d'aller au fond des choses » et le public y croit quand leurs journalistes ont « cherché minutieusement, plusieurs mois » mais les enquêteurs déplorent la multiplication d'intermédiaires servant de filtre et qu'il soit très compliqué d'accéder à certaines archives. Paul Moreira lance ainsi un appel en avril 2004 pour un accès plus libre aux documents administratifs.
Une deuxième émission d'investigation télévisée réellement réputée, la seule diffusée en début de soirée, apparait en 2012, plus de 13 ans après celle de Canal+, cette fois sur France 2. Inspirée de Faites passer l’info, ancienne émission de Canal+ animée par Jean-Baptiste Rivoire, Élise Lucet lance Cash Investigation, émission qui se donne pour vocation de révéler aux téléspectateurs des entourloupes, dans leur vie quotidienne, auxquelles ils auraient pu échapper. Élise Lucet dans le secteur public et Paul Moreira dans le secteur privé, les deux pionniers de l'investigation télévisée à 13 ans d'intervalle, affirment alors chacun une « envie de bousculer le monde de la communication », pour se « renseigner directement auprès des grands dirigeants » et obtenir des réponses aux questions. Dans une enquête de l’institut BVA de fin octobre 2017, Elise Lucet devient « animatrice préférée » des Français, devant Nagui, Michel Cymes. L'enquête sur les conditions de travail chez Lidl et chez Free obtient 4,5 millions de téléspectateurs et 1,5 million de vues sur Internet, un record malgré un « sujet aride ». En mars 2018 dans Le Monde analyse ce succès comme celui de Premières Lignes, la société de production indépendante fondée par l'ex-responsable des magazines d'investigation de Canal+ Paul Moreira, où une « quinzaine de journalistes y confectionnent, numéro après numéro, toutes les enquêtes » et où les « bouchons de champagne sautent lorsque les audiences sont bonnes ».

#### États-Unis
En 2019, le Prix Pulitzer a annoncé la création d'une nouvelle catégorie : Reportage audio (Audio Reporting) pour récompenser les podcasts d'investigation. Le Prix Pulitzer du reportage d'investigation (Investigative Reporting) a été décerné en 2020 à Gaëlle Borgia pour son reportage pour The New York Times.

#### Pays arabes
Le documentaire télévisé moyen métrage « Sens dessus dessous », consacré au Printemps arabe en Tunisie et en Égypte, sous l'angle des problèmes des martyrs et des blessés, signé par la journaliste tunisienne Najoua Hammami et dl'Egyptienne Saada Abd El Kader a été primé dans la catégorie Investigation des Dig Awards,. Il a été diffusé par la chaîne allemande Deutsche Welle.
Les contestations populaires, d'ampleur et d'intensité très variable ayant déferlé à partir de décembre 2010 dans de nombreux pays du monde arabe, sous la forme du Printemps arabe, ont suscité un intérêt important pour le thème de la « bonne gouvernance des médias » dans un esprit de réforme de ces institutions, jusque-là étroitement contrôlées par les partis au pouvoir. Cette évoliution a vu émerger un courant d'idées et d'actions recherchant à professionnaliser et techniciser les politiques publiques des médias des pays arabes. Dès l'année suivante, les universitaires ont constaté que l'investigation a été promue comme une « pratique noble du journalisme » et même bien souvent « le principal moteur de l’idéal de la gouvernance » apparu ainsi depuis 2011.
Les courtes vidéos amateurs circulant sur les réseaux sociaux au début du Printemps arabe avaient permis aux participants de confirmer la validité de leur engagement personnel mais l'engagement de l’influente chaîne qatarie Al Jazeera en faveur de certains mouvements populaires avait aussi été jugée décisive dans l’amplification de chaque mouvement, et dans la diffusion des protestations dans le monde arabe,,,. Trois ans avant le Printemps arabe, l'UNESCO avait édité un manuel consacrée à la formation au journalisme avec le concours du réseau Théophraste, créé en 1994 par l'Agence universitaire de la Francophonie, afin de favoriser transmission des compétences et des « savoirs entre le Nord et le Sud ».

### Nouvelle donne numérique

#### Wikileaks, Assange et Edward Snowden
En 2010, la diffusion des documents de WikiLeaks par Julian Assange a donné des données inédites que le journalisme d'enquête a parfois utilisée et a ébranlé le gouvernement américain, en publiant « des échanges diplomatiques peu flatteurs » mais l'administration de Barack Obama avait renoncé à des poursuites pour ne pas donner le sentiment d'une menace pour la liberté de la presse américaine.
C'est l'« affaire Assange » : depuis, la presse américaine « cherche régulièrement à avoir accès à des informations classifiées grâce à des sources confidentielles », selon Cindy Cohn, de l'Electronic Frontier Foundation. D'après cette experte, la recherche, l'analyse et la publication de documents gouvernementaux obtenus par des fuites telles que celles de WikiLeaks, notamment ceux qui révèlent des abus du gouvernement, de ses services ou des scandales politiques, a étendu le champ du le journalisme d'investigation, qui « joue un rôle vital pour obliger le gouvernement américain à rendre des comptes ». La justice britannique a par la suite rejeté la demande d'extradition des États-Unis mais le risque de son inculpation est resté une forme de menace pour le journalisme d'investigation, selon Jameel Jaffer, expert de la liberté de la presse à l'université Columbia de New York.
L'afflux de données, jugé parfois « exponentiel », arrivant sur Internet et d'autres supports numérisés, notamment les archives numérisées des journaux et des institutions, ou encore les fuites massives comme les télégrammes diplomatiques de l’administration américaine révélés par WikiLeaks entre 2010 et 2011, puis par Edward Snowden en 2013, a suscité une nouvelle donne numérique pour les journalistes d’investigation : certains « coopèrent aux quatre coins du monde, développent de nouvelles stratégies et s’appuient sur des outils informatiques puissants » afin d'exploiter et traiter les données fournies par un lanceur d’alerte ou un autre.
Edward Snowden est un autre lanceur d'alerte américain, Informaticien de la Central Intelligence Agency (CIA) et de la National Security Agency (NSA), qui en 2013 a révélé l'existence de plusieurs programmes de surveillance de masse américains et britanniques, par l’intermédiaire des médias. Il a rendu publiques des informations classées top-secrètes de la NSA concernant la captation des métadonnées des appels téléphoniques aux États-Unis, ainsi que les systèmes d’écoute sur Internet des programmes de surveillance PRISM, XKeyscore, Boundless Informant et Bullrun du gouvernement américain et les programmes de surveillance Tempora, Muscular et Optic Nerve du gouvernement britannique.
Peu après a été fondé en février 2014 par l'organisation First Look Media,The Intercept, un magazine en ligne d’investigation, par Glenn Greenwald, Jeremy Scahill et Laura Poitras. Il est financé par Pierre Omidyar, qui fut le fondateur d'Ebay dans les années 1990, et l'a intégré à sa plate-forme journalistique. Sa mission immédiate, selon son fondateur, est de présenter les documents sur la NSA révélés par Edward Snowden et ainsi poursuivre la publication d’enquêtes sur la surveillance globale par les États-Unis,,.
Martin Baron, du quotidien américain The Washington Post a aussi contribué aux révélations d'Edward Snowden, à une échelle importante. Auparavant, il avait été directeur du quotidien américain The Boston Globe de 2001 à 2012, dont les équipes ont gagné 17 prix Pulitzer, grâce à une cellule d'enquête baptisée « Spotlight ». Ce journal avait déjà révélé le scandale des abus sexuels au sein de l’Église de Boston, processus raconté dans le film Spotlight et récompensé par le prix Pulitzer.

#### Le cas d'Owni en France
Les jeunes journalistes d'investigation ont à leur disposition une nouvelle gamme de fonctionnalités qui permettent de faire du tri, du classement, du traitement de données en grande quantité, ce qui leur procure une maîtrise du matériau journalistique (statistiques, études, enquêtes) assez proche de celle pratiquée par certains statisticiens, a estimé le journaliste d'enquête Sylvain Lapoix, spécialiste du journalisme de données. Mais selon lui, qu'il y ait journalisme de données ou non, « l’enquête de terrain est essentielle », car « il y a évidemment de bons et de mauvais chiffres ». Le 5 décembre 2012 cependant, la presse révèle que le site d'information OWNI, où travaille Sylvain Lapoix, « est sur le point de fermer » et le 21 décembre 2012, le site est placé en liquidation judiciaire. Un message sur la page d'accueil annonce la cessation de paiement et explique que les archives resteront en ligne : « Et d'ici là, toutes les archives restent bien sûr en ligne. C'est un bien commun en Creative Commons. ». Puis l'émission DataGueule, ouverte en 2014 par Julien Goetz, sous la forme de Web-série hebdomadaire diffusée sur France 4 et sur YouTube et Dailymotion, s'inscrit dans une démarche proche.

#### Paradise Papers et Panama Papers
Les millions de données réunies lors des révélations des « Paradise Papers » et « Panama Papers » pour épingler certains paradis fiscaux, restent cependant encore des initiatives pionnières voire isolées, alors que le recours massif aux données, loin de minimiser le rôle du journaliste, renforce son analyse, a estimé Bruno Breton, PDG de Bloom, dans Les Echos.
En octobre 2021, le Consortium International des Journalistes d’Investigation (ICIJ) a chiffré le nombre de fichiers Excel ou PDF, de capture d’écrans, de scans et autres fichiers informatiques révélés dans le cadre du scandale des Pandora Papers à plus de 11,9 millions de documents.

## Rôles du journalisme d'enquête
Depuis les années 1980, les médias nationaux d’information générale et politique vantent régulièrement les mérites du « journalisme d’investigation » et leur rôle dans les « affaires, souvent associé à celui de contribuer à la démocratie mais subissant aussi des critiques : dénonciation du « quatrième pouvoir », du « sensationnalisme » ou du « scandale », des « lynchages médiatiques », de la mise en cause de la « présomption d’innocence » ou du « secret de l’instruction », alors que le côté positif mis en avant est celui de « pilier de la démocratie ».

### Journalisme de validation ou d'investigation
La publication en 2003 de La Face cachée du « Monde » par Pierre Péan et Philippe Cohen, ex-rédacteur en chef de Marianne, met en lumière les relations étroites entre Edwy Plenel et les syndicats de policiers, critiquant un journalisme d'investigation qui amplifie les enquêtes des juges plus qu'il ne les précède. Malgré la progression des ventes de 14 % en dix ans, qui en fait le premier quotidien national généraliste, devant Le Figaro avec une diffusion totale (France et étranger) payée de 407 085, le livre est utilisé comme prétexte par un nouvel actionnaire du journal, le milliardaire Arnaud Lagardère, pour obtenir le départ du directeur de la rédaction à l'automne 2005, avec Laurent Mauduit, directeur adjoint, les ventes étant reparties à la baisse. Jean-Marie Colombani, resté directeur du Monde, après avoir décidé avec Alain Minc de multiples acquisitions, Midi libre, Courrier international, La Vie, Télérama, Prier, La Procure, met alors en avant, fin 2005, un nouveau cap : renoncer « au journalisme d'investigation » pour lui préférer un « journalisme de validation »,,,, qui n'est pas encore de la Vérification des faits, un tournant dénoncé par Plenel comme « une triple normalisation, économique, sociale et éditoriale» du quotidien »,.

### Cas de l'Affaire Cahuzac en France
En France, ce débat a été particulièrement vif au moment de l'Affaire Cahuzac de 2013, révélée par Mediapart pendant les longues semaines qui ont vu Jérôme Cahuzac refuser de démissionner. La presse a estimé alors que ce scandale Cahuzac « dynamite la politique française », terme utilisé pour la première fois. Le journaliste investigation ne doit pas raisonner « comme un justicier » et laisser les politiques ou la justice décider de ce qui doit être fait par la suite des révélations publiées, a souligné Élisabeth Fleury, du quotidien Le Parisien, avis partagé par Louis-Marie Horeau, directeur du Canard Enchaîné, pour qui « Ce n’est pas aux journalistes de dire qui doit démissionner », tandis que Mariette Darrigrand, sémiologue sur le journalisme de « révélations » a souligné sur France Culture que les révélations devaient mises en perspective en soulignant leur place dans la mission d'intérêt général de la presse, Edwy Plenel, cofondateur de Mediapart précisant que plus de démocratie aboutit en général à des meilleures politiques publiques.
La presse est alors divisée. Matthieu Aron, qui était à l'époque directeur de la rédaction de France Inter a mis en avant « une forme de frilosité chez les journalistes à enquêter, à aller au-delà du discours officiel » en déplorant que l'Affaire Cahuzac n'ait pas été plus reprise par d'autres médias, de nombreuses télévisions et journaux. L'éditorialiste Jean-Michel Aphatie, intervieweur et chroniqueur vedette de RTL, présent dans de nombreuses télévisions et journaux, a au contraire, dès les premières révélations de Mediapart fustigé le manque de sérieux, selon lui, de l'enquête. « Des preuves ! Montrez-nous les preuves ! », demande-t-il sur tous les tons à l'antenne, sur son blog et sur Twitter, observe alors Le Monde.
Le refus de Jérôme Cahuzac de démissionner, maintenu pendant de longues semaines, suscite aussi le débat. Les Dernières Nouvelles d'Alsace observent qu'en France les révélations des journalistes d’investigation remettent rarement en cause la carrière des politiques les plus en vue, ou les plus importants. « Dans toutes les autres démocraties, lorsqu’il y a révélation d’une affaire, le politique tombe », estime aussi Patrick Eveno, un historien des médias. Un équivalent de Jérôme Cahuzac « ne serait pas resté aussi longtemps au gouvernement aux États-Unis », selon le journaliste Gérard Davet. Ce constat n'est cependant pas général. D'autres observent un consensus sur le fait que plusieurs enquêtes du Canard Enchaîné ont amené des démissions de fonctions gouvernementales, comme celle d'Hervé Gaymard (logement de fonction luxueux), Alain Joyandet, Christian Blanc (train de vie) ou Michèle Alliot-Marie (vacances en Tunisie en 2010 en plein Printemps arabe).
France Culture se demande alors s'il s'agit d'un triomphe ou au contraire d'une forme d'excès du journalisme d'investigation, en observant que ces révélations ont lieu la même semaine que celle où l'ex-président Nicolas Sarkozy est mis en examen dans l'affaire Woerth-Bettencourt. Cahuzac finissant par démissionner, l'éditorialiste Jean-Michel Aphatie devient alors une « victime collatérale », selon Le Monde, de ce qui est présenté finalement comme un nouveau « champ de bataille médiatique ». Sa marionnette des Guignols de l'info, dans Le Grand Journal, se voit rétrogradée, ironiquement, à la présentation de la météo.

## Risques du journalisme d'enquête

### Danger de mort
Les journalistes d'investigation sont parfois exposés au risque d'assassinat : Nicolas Giudici et Jean Hélène ont été respectivement assassinés en 2001 et 2003. Guy-André Kieffer en 2004, après Jean-Pascal Couraud en 1997). De même, les « suicides » douteux ne les épargnent pas, comme celui de Didier Contant (défenestré en 2004 d'un immeuble parisien) et Alain Gossens (journaliste belge), alias KarmaOne, mort le 6 juillet 2010, à la suite d'une « chute » du haut d'une église ; tous deux travaillaient sur des dossiers sensibles, et Gary Webb, Morris K. Jessup, Serge Monast, Stephen Knight, Michael Hastings et Yann Moncomble qui travaillaient de façon indépendante[réf. souhaitée].
En décembre 2021, jamais le nombre de journalistes emprisonnés dans le monde n'a été aussi élevé, a dénoncé le Comité de protection des journalistes (CPJ), une institution basée à New York, qui a fait observer que la Chine et la Birmanie pesaient à elles seules un quart des 293 reporters derrière les barreaux.

### Acharnement judiciaire des institutions visées
Les journalistes d'investigation sont aussi exposés au risque de poursuites en Diffamation, dans les pays où existe un droit très strict et restrictif sur le sujet, comme la France, au risque de réduire la Liberté de la presse et le rôle démocratique du Quatrième pouvoir, à des époques où la jurisprudence va dans ce sens.
Le risque de voir la loi de 1881 détournée par acharnement judiciaire susceptible d'intimider et restreindre la liberté de la presse, a été mis en avant par Le Système B, un documentaire français créé par l'ONG Reporters sans frontières et diffusé en octobre 2021, qui a appelé « l'État, le CSA, l'Autorité de la concurrence et le législateur à intervenir » et dénoncé des « pratiques représentent un véritable danger pour la liberté de la presse, mais aussi pour la démocratie » et alerté contre la censure répétée d'enquêtes dans différents médias du groupe industriel et de services de Vincent Bolloré,,,,,,, mais visant aussi d'autres médias, par un usage massif des poursuites judiciaires, afin de décourager au maximum les enquêtes sur « ses activités africaines », qui « représentent un tiers du chiffre d'affaires » du groupe Bolloré.

### Risques pour les lanceurs d'alerte
Un lanceur d'alerte qui met sur la piste le Journalisme d'enquête d'un média ou d'un autre s'expose également à des dangers divers, qui peuvent aller aussi jusqu'au risque d'assassinat. Afin d'y faire face, la protection des sources d'information des journalistes en droit français n'est pas seulement une règle de droit français mais aussi un principe de la déontologie du journalisme, mis en avant dans la Charte de Munich, et qui a justifié l'écriture en 1981 de cette nouvelle charte de déontologie, renforcée sur ce point car le recours au téléphone et le développement des écoutes téléphoniques avait fragilisé la protection des sources, qui étaient dans la première moitié du XXe siècle plutôt rencontrées physiquement, dans des cafés ou autre lieux publics.

### Risque de confusion ou d'anglicisme
Le journaliste français Pierre Péan préfère lui l'expression d'enquêteur d'initiative sur des sujets sensibles à celle de « journaliste d'investigation » et signale un anglicisme : « ça fait des années que je m'évertue à répéter que je ne me reconnais pas sous le vocable de journaliste d'investigation. Investigation, c'est la traduction d'une expression américaine policière. Je préfère le mot enquête. Je me définirai plutôt comme un enquêteur d'initiative sur sujets sensibles ». Dans le même esprit, le journaliste français Fabrice Arfi a aussi préféré se définir comme simple journaliste : « quand vous allez chercher une information, vous la vérifiez, vous la recoupez, vous la recontextualisez, vous la hiérarchisez, vous l'historicisez si besoin, vous la confrontez avec les personnes concernées, vous la publiez, (…) vous faites un travail de journaliste ».
Le journaliste Pierre Péan a mis en garde contre une forme de non-investigation, consistant en des enquêtes monosource, quand le document parvient au journaliste : « tout ficelé par un magistrat, un policier ou un avocat, lequel a ses priorités, ses intérêts ». Selon lui, le travail d'investigation consiste plutôt « à sélectionner les documents d’une instruction judiciaire qui peuvent intéresser les lecteurs, à les réécrire, puis à les compléter ; l’enquêteur est un gestionnaire de fuites. » Cette méthode est ainsi revendiquée par une journaliste travaillant au journal Le Monde : « Nous avons pour règle de nous caler sur les instructions. Nous ne faisons pas d’enquête d’initiative ».

## Médias investis prioritairement dans l'investigation

### France
Plusieurs médias se dédient exclusivement au journalisme d'investigation, par exemple ProPublica aux États-Unis, Correctiv en Allemagne. En France, Disclose est un site web d'investigation français créé le 6 novembre 2018 par Mathias Destal et Geoffrey Livolsi, soutenus par douze journalistes, se présentant comme un « média à but non lucratif enquêtant sur des sujets d'intérêt public » dont la création s'inspire des modèles de ProPublica aux États-Unis ou Correctiv en Allemagne.
En France, le Canard enchaîné est réputé comme un exemple international de longue date, selon la monographie publiée en 2008 par Karl Laske et Laurent Valdiguié en 2008 et comme un « précurseur du journalisme d’investigation », profitant de son indépendance économique, qui sera confirmée au moment du choix de l'absence du réseau Internet. Il n'a jamais suivi l'article 2bis de la loi française du 29 juillet 1881 sur la liberté de la presse conseillant des négociations pour écrire une charte déontologique interne, préférant comme d'autres journaux français adhérer aux chartes de déontologie professionnelles.
Depuis les années 1960, une « montée en puissance », dans ses colonnes, « de ce qu’il est convenu d’appeler le journalisme d’investigation », est allée de pair avec un « désengagement, plutôt qu’une dépolitisation de l’hebdomadaire satirique », selon l'historien des médias Laurent Martin. Après l’élection de François Mitterrand en mai 1981 à la présidence de la République, il a été jugé « par les uns trop hostile à la gauche, par les autres trop favorable », ce qui l'a décidé à « opérer un recentrage idéologique » dont l'un des principes fut une ligne éditoriale excluant de prendre parti dans les débats politiques comme il le faisait encore les années 1960 et les précédentes, lorsque l’étude publiée dans L'Écho de la presse et de la publicité attesta du fait que sa rédaction était encore entièrement à gauche, afin désormais de réunir des lecteurs « de toutes opinions » en se voulant surtout, « délié de toute alliance politique et de toute contrainte économique ».
Le même souci d'indépendance, reposant sur la profitabilité de l'abonnement payant, a animé le site d'informations « pure player » Mediapart, partenaire de la plate-forme numérique Disclose depuis 2018, qui est au contraire l'un des rares « tout en ligne » grand public, créé en 2008 par François Bonnet, Gérard Desportes, Laurent Mauduit, Edwy Plenel et Marie-Hélène Smiéjan. Il est lui aussi reconnu pour le journalisme d'enquête, depuis les révélations de très nombreuses affaires célèbres. Son bénéfice net 2017 (2,2 millions d'euros), représentait 16 % d'un chiffre d'affaires de 13 millions d'euros, reflétant le succès du journalisme d'investigation, grâce aux 218 099 abonnés payants en mars 2021 contre 65 000 abonnés en août 2012 et 46 800 abonnés en 2010. Le 2 juillet 2019, les cofondateurs l'ont confié à un fonds de dotation à but non lucratif pour préserver son indépendance journalistique. Sur plus de deux cents procédures judiciaires subies, seulement cinq condamnations ont été prononcées, « pour une erreur matérielle rectifiée depuis, un délai de contradictoire insuffisant, une rectification de propos d’une interview, un droit de réponse non publié dans les délais impartis et une base factuelle insuffisante ». Le Canard enchaîné lui aussi « ne se voit que très rarement condamné lorsqu’il est attrait en justice », avec un consensus dans sa rédaction pour préférer retenir les informations insuffisamment vérifiées « plutôt que risquer d’entamer la réputation » du titre. Le Canard enchaîné s'est montré très prudent et très critique lors des nombreux rebondissements de l'Affaire Boulin, ayant lui-même été affecté par les accusations des politiques au pouvoir et du Parti communiste français d'avoir contribué au suicide du ministre, le parti giscardien ayant été affaibli par l'Affaire des diamants de Bokassa, révélée au même moment par le même Canard enchaîné.
D'autres médias moins attendus pratiquent l'investigation, inspirés par Médiapart ou Le Monde. Citons L'Ebdo, nouvel hebdomadaire dans le sillage des Editions des Arènes, qui révèle des scandales sexuels autour de Nicolas Hulot, alors ministre d'État chargé de la Transition écologique et solidaire. Ces révélations lui seront fatales. Dans un tout autre registre, Le Moniteur des Artisans, supplément du Moniteur des Travaux publics et du bâtiment, entame à partir de janvier 2023 une série d'enquêtes sur les fraudes massives à la rénovation énergétique. Un premier volet dévoile les recettes des fraudeurs, tandis qu'un deuxième s'attaque aux lacunes des bureaux de contrôle. D'autres articles sont publiés au fil des semaines. Le rédacteur en chef de ce magazine sera auditionné au Sénat en avril 2023, dans le cadre de la commission d'enquête parlementaire sur la rénovation énergétique présidée par Dominique Estrosi-Sassone.
Off-investigation est un site d'informations grand public français créé en octobre 2021 par un groupe de journalistes d'investigation parmi lesquels Jean-Baptiste Rivoire, jusque là rédacteur en chef-adjoint de l'émission Spécial Investigation sur Canal+, après avoir participé en 1999 à la création de 90 Minutes (investigation), aux côtés de Paul Moreira.

### Allemagne
L'hebdomadaire allemand Der Spiegel, « pionnier des enquêtes d'investigation » dans son pays est souvent appelé « la sentinelle de la démocratie » ou « l'artilleur de la démocratie ».
L'hebdomadaire allemand Der Spiegel est considéré comme le « pionnier des enquêtes d'investigation » dans son pays mais aussi comme un titre très connu à l'étranger. En 2015, un de ses journalistes d’investigation a interviewé un cadre de l’organisation État islamique, dans une prison de Bagdad, le logisticien en chef des attentats suicides durant un an et demi. Puis en décembre 2018 il a obtenu le Prix du meilleur reportage de l’année pour un article sur la guerre en Syrie.
En 2018 cependant, un des journalistes de Der Spiegel, Claas Relotius, a reconnu avoir falsifié ses articles pendant des années, et même inventé des anecdotes et des témoins, notamment lors de son reportage d'un mois sur les électeurs du nouveau président américain Donald Trump en février 2017 à Fergus Falls, petite ville du Minnesota. Une habitant et son mari ont rassemblé les 11 pires fake news d'un article de deux pages de Der Spiegel portant sa signature, et réalisé un travail de fact-checking bénévole, montrant par exemple que Claas Relotius avait inventé une pancarte hostile aux Mexicains à l'entrée de la ville et raconté à tort que les écoliers dessinaient spontanément Donald Trump.

#### Consortium international
Par ailleurs, le Consortium international des journalistes d'investigation (l'ICIJ) regroupe, pour l'enquête sur les Implant Files, plus de 250 journalistes issus de 59 pays, une émanation du Center for Public Integrity qui souhaitait une évolution permettant de ne plus centrer les enquêtes uniquement sur les États-Unis.
L'ICIJ est devenue une organisation indépendante en février 2017, deux décennies après avoir été fondé en 1997 par Center for Public Integrity (CPI). Sept mois après, en novembre 2017, le consortium comptait plus de 200 membres journalistes dans 70 pays,. Cette année là, les Paradise Papers, une enquête internationale impliquant 95 médias partenaires et 381 journalistes, conduite durant un an sur 13,4 million documents fuités révèle les activités offshores de nombreuses personnalités et ainsi que des multinationales.
L'année suivante, une autre enquête de l'ICIJ, les Implant Files, médiatisée le 25 novembre 2018, associant 250 journalistes issus de 59 médias internationaux, révèle un scandale sanitaire mondial : les dégâts causés par les prothèses et implants médicaux sont nombreux, souvent sous-estimés, difficiles à cartographier.

## Exemples d'enquêtes relevant du journalisme d'investigation

### Aux États-Unis
Aux États-Unis, dès le début du XXe siècle, les journalistes d'enquête qui « dénoncent le gangstérisme des tout-puissants patrons des trusts et la corruption des politiciens qui l'accompagne » ont été qualifiés de « fouille-merde » par le président américain Theodore Roosevelt dans son discours The Man with the Muck Rake en 1906.
On peut aussi citer Mark Hunter, un journaliste et universitaire d'origine américaine qui a conduit un certain nombre d'enquêtes, comme sur l'affaire Suzanne de Canson où une héritière fut dépouillée.

### En France
En France, de nombreuses affaires ont fait l'objet d'enquêtes journalistiques, tel que le scandale de l'amiante ou celui du Watergate, l'affaire du sang contaminé, Affaire Rhodia, Affaire Karachi ou encore Affaire Carignon.
Parmi les enquêtes du journalisme d'investigation les plus connues, celles sur l'Affaire Robert Boulin, qui sont déroulées pendant les quatre décennies ayant suivi le décès du ministre du Travail Robert Boulin, retrouvé le 30 octobre 1979 dans un demi-mètre d'eau de l'étang Rompu de la forêt de Rambouillet.
Le ministre démentant toute transaction immobilière irrégulière, sa veuve et ses deux enfants ont porté plainte contre X pour homicide volontaire dès 1983, après une seconde autopsie révélant deux fractures au visage, le meurtre pouvant résulter d'une dérapage plus que d'un préméditation, avec pour mobile d'empêcher ou décourager Boulin de révéler des affaires financières graves. L'information judiciaire concluant en 1991 au suicide, leur combat est ensuite relayé par trois contre-enquêtes journalistiques contestant l'authenticité de la lettre : le livre d'un ancien de l'AFP en 1999, puis l'enquête diffusée en janvier 2002 dans l'émission d'investigation  90 Minutes, sur Canal+, et celle de Benoît Collombat en 2003 pour France Inter.
Au siècle suivant, l'affaire Woerth-Bettencourt visant principalement les liens entre l'homme politique Éric Woerth et la femme d'affaires Liliane Bettencourt est une des premières grandes révélations du site de journalisme d'investigation Mediapart ayant permis d'affirmer le rôle du journaliste d'investigation dans la société malgré la critique effectuée par le gouvernement des conditions d'obtention du témoignage de Claire Thibout, qui subit juste après une garde à vue contestée. Le principe de protection des sources d'information est par ailleurs violé lors de cette affaire Woerth-Bettencourt, deux journalistes de Mediapart ayant subi, selon des sources recoupées, le « même traitement que leur confrère du Monde, Gérard Davet, ou que la juge d'instruction de Nanterre, Isabelle Prévost-Desprez, dont les « fadettes » (factures détaillées) des téléphones portables ont été explorées par la Direction centrale du renseignement intérieur (DCRI) ».

### Au Canada
De 1997 à 2003 au Canada, le scandale des commandites, relevé par Daniel Leblanc, est une affaire politique canadienne relative à l'usage illégal de fonds publics fédéraux pour financer une opération de relations publiques visant à contrecarrer la popularité de la souveraineté dans la province de Québec, un système de ristourne permettait au Parti libéral canadien de se financer à même le détournement des fonds publics.

### Affaires de trafic d'organes
- Voleurs d'yeux est le résultat d'une enquête sur le trafic d'organes en Amérique et en Europe conduite par la journaliste Marie-Monique Robin.
- Cadavre exquis au pays des merles noirs, est une enquête de Prune Antoine publiée sur Cafebabel.com sur le trafic d'organes au Kosovo[88].

### Panama Papers
La révélation sur le scandale des Panama Papers le 3 avril 2016 est à ce jour[Quand ?] l'affaire de journalisme d'investigation dans laquelle la plus grande quantité de données ont été révélées.

### Enquêtes sur l'Afrique

#### Françafrique
L’expression Françafrique est souvent utilisée pour qualifier les scandales financiers dénoncés en 1983 par le livre Affaires africaines du journaliste d'investigation Pierre Péan, qui a découvert et analysé « les rouages de la Françafrique » dès le début des années 1970, quand il devient grand reporter à L'Express. au moment où le groupe pétrolier français Elf Aquitaine élargit « son influence à une grande partie de l'Afrique noire, donnant corps au concept de « Françafrique » », sous la direction de Pierre Guillaumat, PDG de 1966 à 1977, après avoir dirigé dès 1962 l'Union générale des pétroles (UGP) puis l'Entreprise de recherches et d'activités pétrolières (ERAP), fusionnés dans Elf, dont un autre PDG, Loïk Le Floch-Prigent, soulignera qu'elle fut créé de manière à disposer « d'une sorte d'officine de renseignement dans les pays pétroliers, Guillaumat étant un ancien des services secrets ». Françafrique devient alors synoyme de scandales financiers, repérés autour d'Omar Bongo, « doyen » des chefs d'État africains, au pouvoir depuis 1967, dans le petit État pétrolier du Gabon, qui s'étendent ensuite à d'autres pays. Selon le quotidien belge Le Soir, le journaliste d'investigation Pierre Péan « fut le premier à dénoncer la Françafrique », son livre de 1983 Affaires africaines étant une « enquête sur la Françafrique ».

#### Prix africain du journalisme d’investigation
L'année 2021 a vu la remise du premier « Prix africain du journalisme d’investigation » à Ouagadougou, au Burkina Faso. Le lauréat, choisi parmi 101 candidats et 19 finalistes, est le journaliste d'investigation Gaston Sawadogo pour son enquête sur les prisons burkinabées, concernant la situation des personnes en détention préventive. Le lauréat, récompensée le 13 novembre 2021, travaille pour L'Événement, journal burkinabè d’investigation créé en 2001 par une équipe de journalistes ayant travaillé pour L’Indépendant de Norbert Zongo avant sa disparition en 1998. Le journal est un bimensuel paraissant les 10 et 25 du mois.
Au cours de la même année 2021, Olivier Piot, pour la « Plateforme franco-africaine Médias & Démocratie » et Arnaud Froger, pour Reporters sans frontières, ont pris la défense du journaliste nigérien Moussa Aksar, en dénonçant un acharnement judiciaire qui l'a visé pendant plusieurs mois, et en observant que cette menace pèse « sur de nombreux journalistes africains » avec pour résultat une atteinte sérieuse à la liberté d’informer, qui a pour résultat de nuire à la « construction d’Etats de droit sur le continent ». Ils soulignent la rédaction très claire de l'article 31 de la Constitution du Niger, assurant que « toute personne a le droit d’être informée ». En septembre 2020, Moussa Aksar avait publié une enquête fouillée dénonçant de hauts responsables de l’armée et des proches du pouvoir, titrée « Malversations au ministère nigérien de la défense : 71,8 milliards de francs CFA captés par des seigneurs du faux ».

#### Documentaire de Reporters sans frontières sur Bolloré
L'ONG Reporters sans frontières a diffusé en octobre 2021 un documentaire français, Ώ, qui a appelé « l'État, le CSA, l'Autorité de la concurrence et le législateur à intervenir », dénoncé des « pratiques représentent un véritable danger pour la liberté de la presse, mais aussi pour la démocratie » et alerté contre la censure répétée d'enquêtes dans différents médias du groupe industriel et de services de Vincent Bolloré,,,,,,, mais visant aussi d'autres médias, par un usage massif des poursuites judiciaires, afin de décourager au maximum les enquêtes sur « ses activités africaines », qui « représentent un tiers du chiffre d'affaires » du groupe Bolloré.

### Enquêtes politico-financières en France
Les enquêtes politico-financières de la presse sont une tradition ancienne dans les Pays anglo-saxons, et sont apparues souvent plus tard dans d'autres pays et de manière progressive, par exemple en France au XXIe siècle.
- Depuis 2001, et à la suite des enquêtes du journaliste d'investigation Denis Robert, la chambre de compensation internationale Clearstream, située au Luxembourg, est au centre d'une affaire financière, industrielle et internationale, l'affaire Clearstream 1, et en 2006, au cœur d'une affaire politico-financière, l'affaire Clearstream 2.
- C'est le terrain de Jean Montaldo, vétérans de l'investigation française, selon son mentor le philosophe et journaliste Jean-François Revel[98] », qui dans les années 1970, publie des révélations sur le financement par l'URSS de l'agence de presse proche du PCF, l'Union française de l'information.
- Pendant la campagne pour l'élection présidentielle française de 2017, l'affaire Fillon, également appelée « affaire Penelope Fillon », portant initialement sur des soupçons d'emplois fictifs concernant Penelope Fillon, épouse de François Fillon, révélée par un article du Canard enchaîné le 25 janvier 2017, est subie par un candidat de la droite et du centre, en position de favori, qui maintient sa candidature malgré sa mise en examen et finalement est éliminé de peu au premier tour de l'élection présidentielle, le 23 avril 2017.
- François de Rugy, élu à la présidence de l'Assemblée nationale après l'élection d'Emmanuel Macron à la présidence de la République en 2017, a été mis en difficulté par une autre enquête journalistique célèbre le 10 juillet 2019, quand Mediapart révèle qu'entre octobre 2017 et juin 2018, il a organisé des dîners privés sur fonds publics, à l'hôtel de Lassay, sa résidence administrative[99],[100], recourant au personnel de l'Assemblée nationale, au matériel et aux consommables (« grands crus directement issus des caves de l’Assemblée »)[101],[102].

### Enquêtes sur les problèmes sanitaires
De la France à la Chine en passant par les États-Unis, les problèmes sanitaires sont devenus un terrain privilégié du journalisme d'enquête, faisant apparaitre une problématique nouvelle au XXIe siècle, les menaces de la part de grands groupes visés par les enquêtes, via « des procédures bâillon » pour intimider journalistes et témoins, et les forcer à abandonner leurs enquêtes, dénoncées aussi dans d'autres secteurs par le documentaire Le Système B de Reporters sans frontières.
Les enquêtes sur les problèmes sanitaires ont été menées très tôt par les journalisme d'investigation, qui ont appris à se documenter auprès d'experts lors de l'affaire du talc Morhange sur un cas d'empoisonnement de nourrissons par du talc en France durant les années 1970, conduisant à la mort de 36 enfants et à l'intoxication de 168 autres poussant la société suisse Givaudan à indemniser, avant toute décision de justice, les familles des victimes.
Dans les années 1990, l'histoire réelle de Jeffrey Wigand, un lanceur d'alerte souhaitant dénoncer dans la presse le trucage d'analyses par un grand cigarettier a inspiré Révélations, film américain réalisé par Michael Mann, sorti en 1999 avec Al Pacino dans le rôle du journaliste d'investigation et la mise en scène spectaculaire du principe de protection des sources des journalistes, assurant aux personnes ayant révélés des détails pour qu'elles ne soient pas inquiétées.
En France cependant, dans le cas de l'affaire de l'amiante, le manque de révélations a été déploré, sur fond de polémiques sur l'ampleur des risques d'où des polémiques sur la couverture médiatique du scandale. Le ministre Claude Allègre dénonça un « phénomène de psychose collective » et l'économiste en santé publique Jean de Kervasdoué, les chantiers de désamiantage pour enlever totalement les fibres, jugés « coûteux et totalement inutiles d’un point de vue sanitaire » et surtout trop tardifs et à contre-temps.
L'affaire du Mediator concernant les personnes victimes de la prise de benfluorex, commercialisé sous le nom de Mediator par les laboratoires Servier, accusé d’avoir causé la mort de 1 500 à 2 100 personnes, a ensuité éclaté en juin 2010 grâce à la pneumologue Irène Frachon, incarnée dans le film, La Fille de Brest, sorti en 2016, décriant une affaire emblématique de la protection des sources d'information, qui a permis au Figaro de publier le 13 octobre 2010 l'étude confidentielle de la Cnam révélant 500 à 1 000 décès.
Par la suite, les enquêtes sur les problèmes sanitaires ont pris une proportion encore plus importante dans les années 2020. En France, l'affaire Agnès Buzyn a défrayé la chronique au moment de l'épidémie de Covid au début de l'année 2020, plusieurs journalistes d'investigation alertant sur les risques sanitaires et le manque de masques et de tests.
La journaliste indépendante chinoise Zhang Zhan, ex-avocate, fut la première à témoigner, au tout début de la crise du Covid-19, en 2019-2020 de la situation à Wuhan,, épicentre mondial de l'épidémie à ses débuts et mégalopole coupée du monde, où elle enquête en profondeur en février 2020,. Avec un simple téléphone, à contre-courant des médias officiels chinois,, Zhang Zhan filme les hôpitaux surchargés, le manque de lits, les intimidations et même le policier qui la chasse,, puis elle alerte quand elle poste plus d'une centaine de vidéos sur les réseaux sociaux en seulement 3 mois,.

### Enquêtes sur les violences sexuelles

#### Diffusion Me Too des États-Unis vers d'autres pays
Le 15 octobre 2017, après la publication des enquêtes accusant Harvey Weinstein d'agressions sexuelles, après la création des #BeBrave, #myHarveyWeinstein et #BalanceTonPorc, l'actrice américaine Alyssa Milano propose de partager les témoignages de violences sexuelles et de la violence contre les femmes dans différents milieux, sous le hashtag déjà existant depuis 2007 de #MeToo,,,.
Le Mouvement MeToo se caractérise ensuite par une diffusion dans de nombreux pays, où cohabitent souvent des enquêtes du journalisme d'enquête, dit aussi « journalisme d'investigation », des enquêtes internes dans les institutions où ont été dénoncées les pratiques, et parfois des enquêtes de justice. Début janvier 2018, la Corée du Sud, à son tour, a été secouée par l'onde de choc #MeToo. Seo Ji-hyeon, une représentante du ministère public, dépendant du Ministère de la Justice de la Corée du Sud, a révélé, sur la chaîne de télévision JTBC, qu'un collègue, supérieur hiérarchique et membre du Parti démocrate de Corée, lui a imposé des attouchements. Son témoignage a suscité un élan national de soutien, l'amplification d'un mouvement #MeToo coréen naissant et a forcé le ministère de la Justice à ouvrir une enquête,.
En France, le « journalisme d'investigation » est d'autant plus sollicité qu'apparait un MeTooMedia quand le quotidien Libération fait sa Une du 8 novembre 2021 sur une enquête de huit pages recoupant les accusations de plusieurs femmes contre Patrick Poivre d'Arvor, ancienne star du Vingt heures de TF1.
Depuis, certaines rédactions ont créé des postes de gender editors (responsables éditoriaux aux questions de genre) et des groupes de travail.
La variante française de MeToo, parfois appelée #BalanceTonPorc, est une des rares à encourager les utilisateurs à partager les noms des agresseurs sexuels. Un scandale spécifique touche Sciences Po, lieu de formation de nombreux politiques et journalistes.

#### Livres de Camille Kouchner et Marine Turchi
Le 4 janvier 2021, Le Monde publie un article intitulé « Olivier Duhamel, l’inceste et les enfants du silence » de la grand reporter Ariane Chemin la veille de la publication du livre de Camille Kouchner, fille de l'ex-ministre Bernard Kouchner, accusant d'agression sexuelle intrafamiliale le politologue Olivier Duhamel contre son-beau-fils. Sujet très peu traité par le journalisme d'investigations avant les années 2010, les violences sexuelles font ensuite « l’objet d’enquêtes à fort retentissement », observe alors la Revue des médias de l'INA, obligeant les journalistes qui s'y investissent à « travailler sur ces sujets très sensibles » avec trois contraintes traditionnelles parfois oubliées, « écoute, temps et rigueur ».
Dans son livre publié en 2021 aux Éditions du Seuil, la journaliste de Mediapart Marine Turchi a tenté une synthèse des dysfonctionnements de la chaîne pénale dans les procédures et jugements auxquels sont parfois confrontées les victimes de violences sexuelles, en analysant les problèmes posés par neuf affaires impliquant des personnalités connues ou des anonymes. Marine Turchi s'était rendue célèbre lors de la soirée d'accusation publique organisée par Mediapart contre le réalisateur Christophe Ruggia. L'actrice Adèle Haenel, devenue depuis une figure phare du mouvement MeToo en France, le mettait en cause pour des violences sexuelles selon elle subies mineure.
Son enquête montre que bien souvent ces procédures judiciaires ont fait l’objet de vives critiques. La jeune journaliste d'investigation refuse de mettre « sous le tapis » les critiques visant les médias, et observe qu'une partie de l’opinion publique critique la justice ou n'envisage même plus qu'elle puisse être utile, car cette dernière ne se donne plus toujours les moyens d’aller rechercher les preuves, se contentant parfois de répondre « Circulez, il n’y a rien à voir ». Selon, elle rôle de journaliste, dans les secteurs d'intérêt public, est de révéler ce qui est caché, étouffé, ou même fait l’objet d’une omerta, notamment en matière d'accusations de violences sexuelles, qui ne relèvent pas de la vie privée mais de la violence, et l'expression de « tribunal médiatique » est un terme « piégeux » car il risque de mettre sur le même plan un tweet et une enquête de six mois.

## Représentations dans les arts et la littérature

### Cinéma
Le journalisme d'enquête a particulièrement inspiré les cinéastes aux États-Unis et en Europe du Nord, avec des œuvres qui ont obtenu des audiences importantes au box-office, plébiscitant les « personnages de journalistes défendant les principes démocratiques et la transparence ».
Depuis le XXIe siècle, une vague de films américains s'est tout particulièrement intéressée aux scandales politico-sanitaires avec parfois des personnages incarnant le lanceur d'alerte au centre de l'intrigue, comme Julia Roberts dans Erin Brockovich, parmi les films les mieux notés sur le site spécialisé AlloCiné,, en questionnant le pouvoir de l’information afin de « comprendre la liberté inhérente » au métier de journaliste.
Pentagon Papers de Steven Spielberg, sorti en janvier 2017, considéré comme « un grand film sur la liberté de la presse », raconte comment en 1971 l'administration de Richard Nixon a tenté d'obtenir en vain l'interdiction de la publication dans le Washington Post, après le New York Times, la publication une série d'enquêtes révélant le contenu des Pentagon Papers, des documents classés « secret défense » utilisés par les gouvernements américains successifs pour tenter de donner une légitimé à la guerre du Viêt Nam. Le rédacteur en chef du Washington Post, Ben Bradlee y est incarné par Tom Hanks qui parvient à convaincre sa directrice de la publication, Katharine Graham, jouée par Meryl Streep, de résister aux intimidations des politiques et des financiers du journal.
Autre tableau du journalisme d'enquête, L'Enquête, film à suspense français écrit et réalisé par Vincent Garenq sorti en février 2015, consacré au journalisme d'investigation Denis Robert, qui quitte le quotidien Libération et se lance à son compte dans une enquête le menant dans les mystères des affaires Clearstream. Après la sortie de son livre Révélation$, ce dernier se retrouve poursuivi pour diffamation par plusieurs institutions financières, mais poursuit plus que jamais sa recherche de vérité, à l'aide du juge Renaud Van Ruymbeke.
Dans Truth : Le Prix de la vérité, film américain réalisé par James Vanderbilt, sorti en 2015, est posée la question des « marge de manœuvre » des journalistes d'investigation, « à l'heure où les diktats économiques imposent partout leurs lois ». On y voit le présentateur vedette du journal télévisé de CBS Dan Rather et sa productrice Mary Mapes au cœur d'une polémique, et leur enquête sérieuse sabotée par une preuve incertaine après la diffusion en septembre 2004 d'un reportage en partie erroné car bâti sur des témoignages non recoupés, compromettant sur George W. Bush dans leur émission 60 Minutes Wednesday, affirmant qu'il avait essayé, entre 1968 et 1974, grâce à ses appuis familiaux et politiques d'échapper à la guerre du Viêt Nam. À l'approche de l'élection présidentielle de 2004 marquée par le duel entre George Bush et John Kerry, l'opinion publique et les médias se retournent : ils sont accusés d'amateurisme.
The Informant! ou L'infiltré! au Québec, réalisé par Steven Soderbergh, sorti en 2009, une adaptation du livre du même nom publié en l'an 2000 par le journaliste américain du New York Times Kurt Eichenwald, avec les révélations de l'ancien biochimiste de la firme d'agro-alimentaire Archer Daniels Midland (ADM) sur une entente sur les prix entre les principales firmes de l'agroalimentaire.
Le thème de l'investigation présente dans plusieurs films les journalistes comme des guerriers contraints de monter au front « au prix parfois d’eux-mêmes », comme dans Dark Waters, sorti en 2019 en traitant de l'histoire vraie de l'avocat Robert Bilott qui a dénoncé les pratiques toxiques de l'entreprise chimique DuPont, ou encore Spotlight, sorti en 2015, qui décrit l'équipe d'investigation du Boston Globe, appelée « Spotlight », dévoilant un scandale impliquant des prêtres pédophiles couverts par l'Église catholique dans la région de Boston. Il est fondé sur les histoires des différents journalistes de la véritable équipe Spotlight, lauréate du prix Pulitzer en 2003.
Les Hommes du président, réalisé par Alan J. Pakula, sorti en 1976 sous la forme de l'adaptation cinématographique du livre éponyme signé par Bob Woodward et Carl Bernstein, les deux journalistes qui ont enquêté pour le compte du Washington Post sur le scandale du Watergate de juin 1972, quand cinq personnes entrèrent par effraction dans le quartier général du Parti démocrate, situé dans l'immeuble du Watergate à Washington. Autre film emblématique , Millénium : Les Hommes qui n'aimaient pas les femmes, thriller américano-suédo-norvégien de David Fincher, sorti en 2011 et remake de Millénium, film suédo-danois de 2009 réalisé par Niels Arden Oplev est tiré du roman éponyme de Stieg Larsson, le héros se fait aider jeune hackeuse prodige et marginale, pour retrouver une disparue dans une enquête aux ramifications tentaculaires.
Dans Révélations, film américain réalisé par Michael Mann, sorti en 1999, basé sur l'histoire, le journaliste Lowell Bergman, interprété par Al Pacino, tente de protéger sa source d'information, le lanceur d'alerte Jeffrey Wigand, un lanceur d'alerte, vice-président de la recherche et du développement de Brown & Williamson Tobacco Corporation, joué par Russell Crowe, qui souhaite dénoncer les pratiques du cigarettier. D'énormes dédommagements sont ensuite obtenus devant les tribunaux par les victimes du tabac.

### Bande dessinée
- Tintin est un journaliste d'investigation[126] et les journalistes d'investigation sont des « Tintin de l'info », lisait-on dans Le Monde en 2005, le journal estimant qu'ils apportent « une garantie d'authenticité : parce qu'ils en ont bavé et souffert, on veut bien les croire »[14]. Tintin mène des enquêtes sur des affaires délicates, passe d'un indice à l'autre, retrouve des témoins, mais ne procède pas aux arrestations, n'écrit pas d'article et ne vient pas au tribunal, même s'il lui arrive d'immobiliser un personnage menaçant avec les moyens du bord, comme dans l'Ile Noire. A. D. G., l'un des « auteurs-phares » de la Série noire des éditions Gallimard a cependant jugé que Tintin « pratiquait une presse ni d'information, ni d'investigation, ni d'opinion, mais d'imagination »[127]. Selon Le Figaro, ses compatriotes de la BD belge Spirou, Fantasio, et Seccotine sont moins scrupuleux en matière de la déontologie, se transformant en shérifs d'une ville américaine (Les Chapeaux noirs) ou en colonels de l'armée palombienne (Le Dictateur et le Champignon)[127].
- Dans l'album Destination New-York (page 51), des Aventures de Jo, Zette et Jocko, Hergé met en scène le journaliste Herbert Jones, qui publie un document reçu de l'un des deux frères William et Fred Stockrise, sans vérification des faits et sans chercher à enquêter pour vérifier son authenticité. Par respect pour le principe de protection des sources d'information, la police mène une contre-enquête pour en déterminer l'origine, avant de le lui demander, une fois qu'elle tient la preuve que c'est un faux. L'album est publié en 1951 mais sort dans un journal dès 1936.

## Journalistes d'investigation
- Claude Angeli (France)
- Fabrice Arfi (France)
- Mark Curtis (Royaume-Uni)
- Jacques Derogy (France)
- Marc Endeweld (France)
- Antoine Gaudino (France)
- Rémi Kauffer (France)
- Daniel Leblanc (Québec, scandale des commandites)
- Renaud Lecadre (France)
- Laurent Léger, (France)
- Roger Lenglet (France)
- Élise Lucet (France)
- Philippe Madelin (France)
- Laurent Mauduit (France)
- Paul Moreira (France)
- Jean Montaldo (France)
- Vincent Nouzille (France)
- Edwy Plenel (France)
- Pierre Péan (France)
- Jean-Marie Pontaut (France)
- Jean-Baptiste Rivoire (France)
- Denis Robert (France, affaires Clearstream)
- Marie-Monique Robin (France)
- Eric Schlosser (Etats-Unis)